# František Havránek
Pour les articles homonymes, voir Havránek.
František Havránek, né le 11 juillet 1923 à Bratislava et mort le 26 mars 2011, est un footballeur tchèque, devenu entraîneur.

## Biographie
En 1980 lors des JO de Moscou, František Havránek entraîne la sélection olympique Tchécoslovaquie et remporte la médaille d'or, en s'imposant en finale contre l'équipe d'Allemagne de l'Est,.
En 1982, il est nommé sélectionneur de la Tchécoslovaquie, mais ne parvient pas à qualifier son équipe pour l'Euro 1984.
Il décède le 26 mars 2011, à l'âge de 87 ans.